# Žudetići
Žudetići (en italien : Zudetti) est une localité de Croatie située en Istrie, dans la municipalité de Vižinada, dans le comitat d'Istrie. En 2001, la localité comptait 13 habitants.

## Démographie
| 1948 | 1953 | 1961 | 1971 | 1981 | 1991 | 2001 |
| ---- | ---- | ---- | ---- | ---- | ---- | ---- |
| 128  | 112  | 78   | 57   | 33   | 21   | 13   |